# Kriminal'nyj kvartet
Kriminal'nyj kvartet (Криминальный квартет) è un film del 1989 diretto da Aleksandr Muratov.

## Trama
Il film parla di un investigatore che ha scoperto un lotto di scarpe difettose e ha deciso di avviare un procedimento penale a questo proposito. All'improvviso suo figlio scompare. I rapitori lo hanno contattato telefonicamente e hanno iniziato a chiedere la chiusura del caso. Ma non ha seguito il loro esempio.